# 雪菲爾希利 (英國國會選區)
雪菲爾希利（英語：Sheffield Heeley），英國國會一自治市選區，位於英格蘭南約克郡谢菲尔德南部，包括五個地方選區。
創設於1950年。原本是工黨和保守黨競爭的選區，但1974年後成了工黨的選區，但在2010年大選中自2001年以來任下議院議員的梅格·芒恩雖然以42.6%選票成功連任。，與第二黨的差距由1983年以來的大約三成縮減至15%。